# Henri de France
Henri Georges de France (n. 7 septembrie 1911, Paris, Île-de-France, Franța – d. 28 aprilie 1986, Paris, Île-de-France, Franța) a fost un inventator francez, pionier al televiziunii. A inventat SECAM, o normă de codare a semnalului video color. 
De France este înmormântat la Paris (cimetière du Montparnasse). 